# Polideportivo Rafael Vidal
El Polideportivo Rafael Vidal  es el nombre que recibe un complejo deportivo multipropósito localizada en el sector La Trinidad en el Municipio Baruta en el este del Área Metropolitana de Caracas y en jurisdicción del Estado Miranda, al centro norte de Venezuela.
El espacio administrado por el gobierno del Municipio Baruta, incluye diversas instalaciones que pueden ser usadas para actividades deportivas, culturales, recreación, eventos, actividades políticas entre otras. El lugar Incluye un campo de fútbol, piscinas, pabellón de baloncesto, campo de Béisbol e instalaciones para otros deportes bajo techo como karate, voleibol, futbol sala además de un centro de salud. 
Lleva el nombre de uno de los deportistas venezolanos más destacados de la ciudad Rafael Vidal quien fuese nadador y medallista olímpico en Los Ángeles 1984 y quien falleció en un accidente en el Municipio Baruta 2005. En su momento Vidal se convirtió en el quinto venezolano en conseguir una medalla en unos juegos olímpicos y desde entonces fue considerado una celebridad nacional.
El 10 de septiembre de 2022 con la presencia de autoridades municipales se inauguró un mural dedicado a Antonio Díaz. Esta obra fue producto de las labores del Instituto de Diseño de Caracas, el gobierno de la alcaldía de Baruta y la embajada de Japón en Venezuela.